# Fulnek
Fulnek è una città della Repubblica Ceca, nel distretto di Nový Jičín nella regione di Moravia-Slesia.
La sua popolazione conta circa 5 500 abitanti. Il centro storico della città è ben conservato ed è protetto dalla legge come Zona di Monumenti Urbani.

## Parti amministrative
I villaggi di Děrné, Dolejší Kunčice, Jerlochovice, Jestřabí, Jílovec, Kostelec, Lukavec, Pohořílky, Stachovice e Vlkovice sono parti amministrative di Fulnek.

## Geografia
Fulnek si trova a circa 14 km a nord di Nový Jičín e a 25 km a sudovest di Ostrava. Si trova nella zona collinosa della Nízký Jeseník. Il suo punto più elevato è a 555 metri s.l.m. Nel territorio della città confluiscono due fiumi, l'Husí e il Gručovka.

## Galleria d'immagini

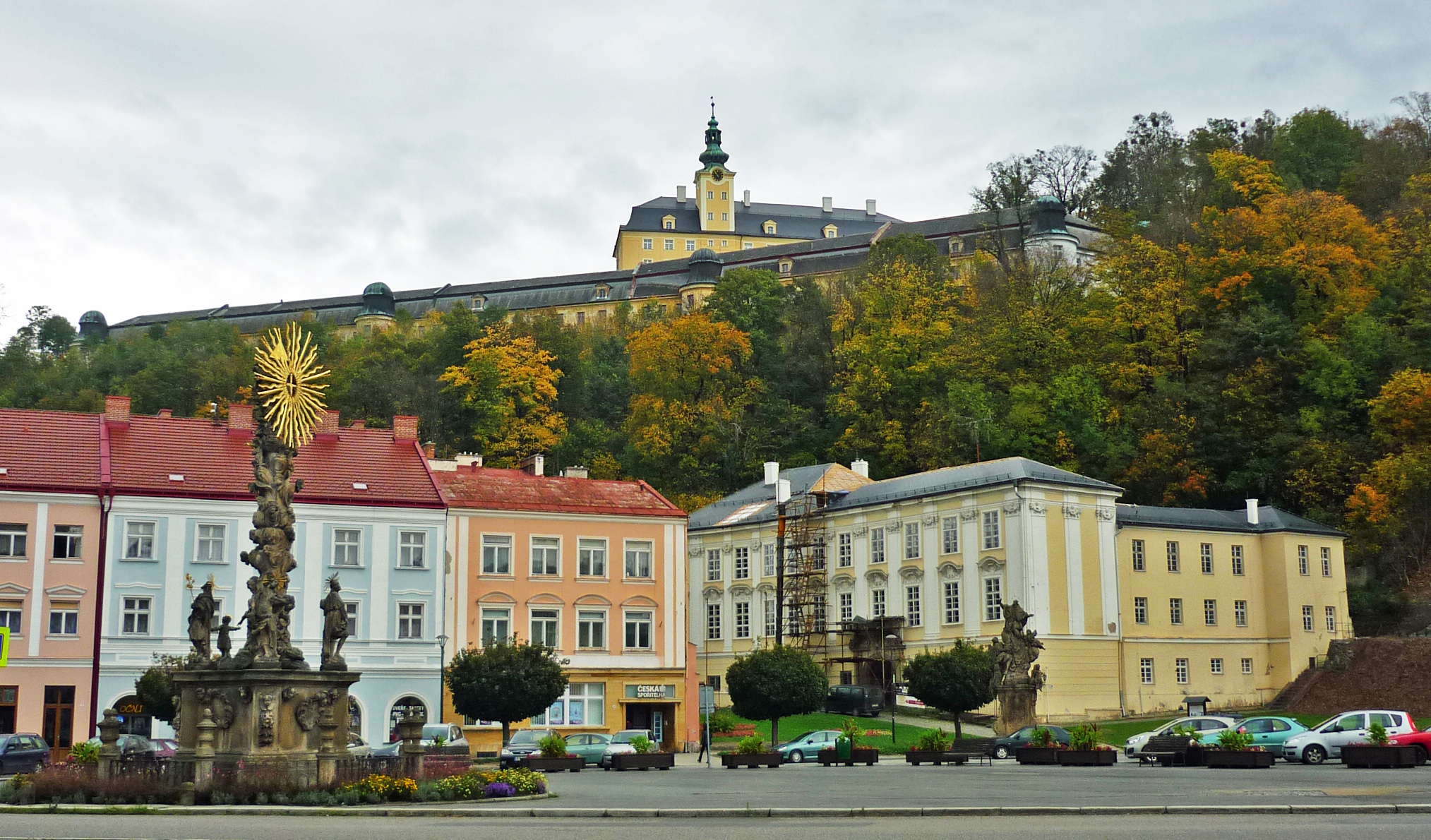
Piazza Comenius e castello sullo sfondo .
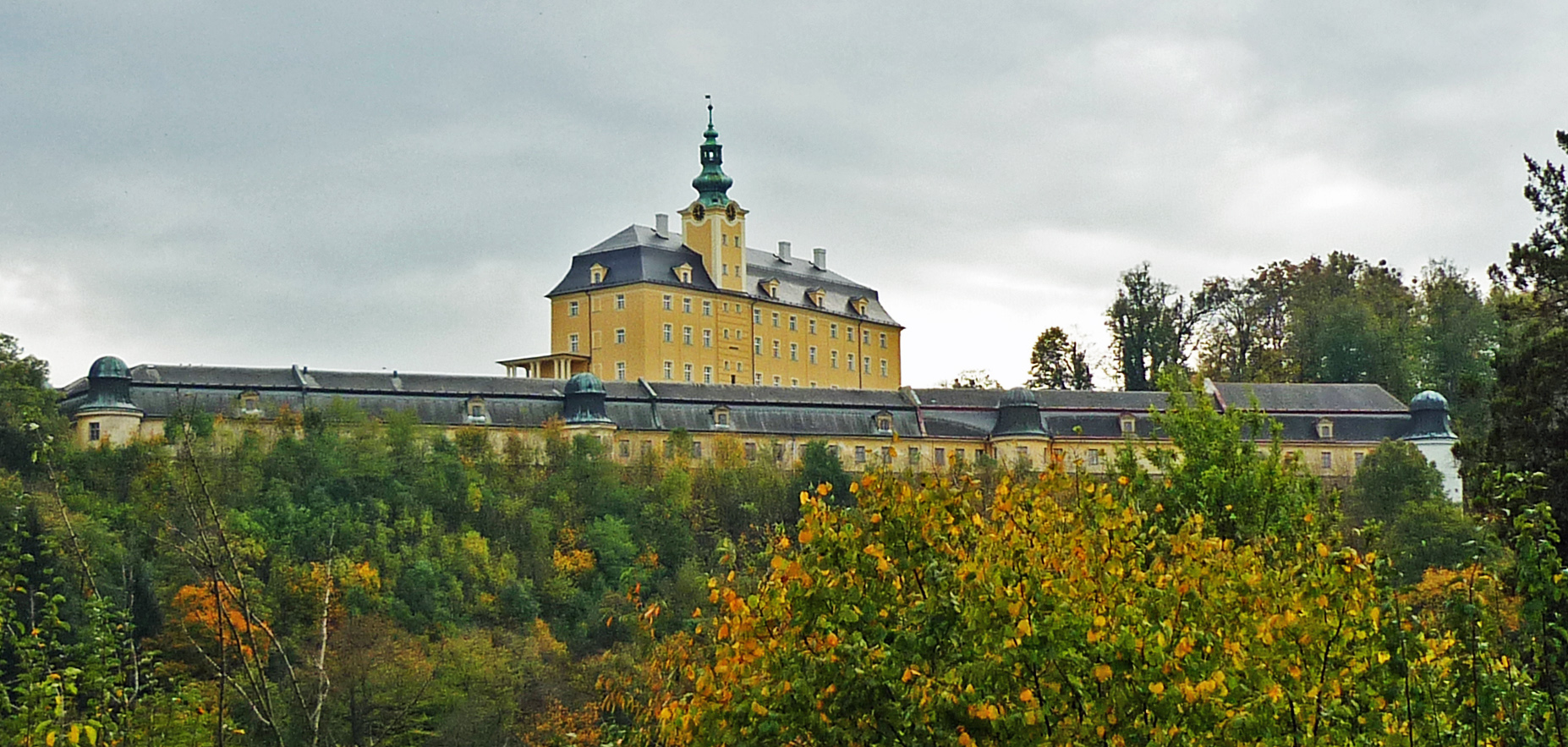
Il castello di Fulnek
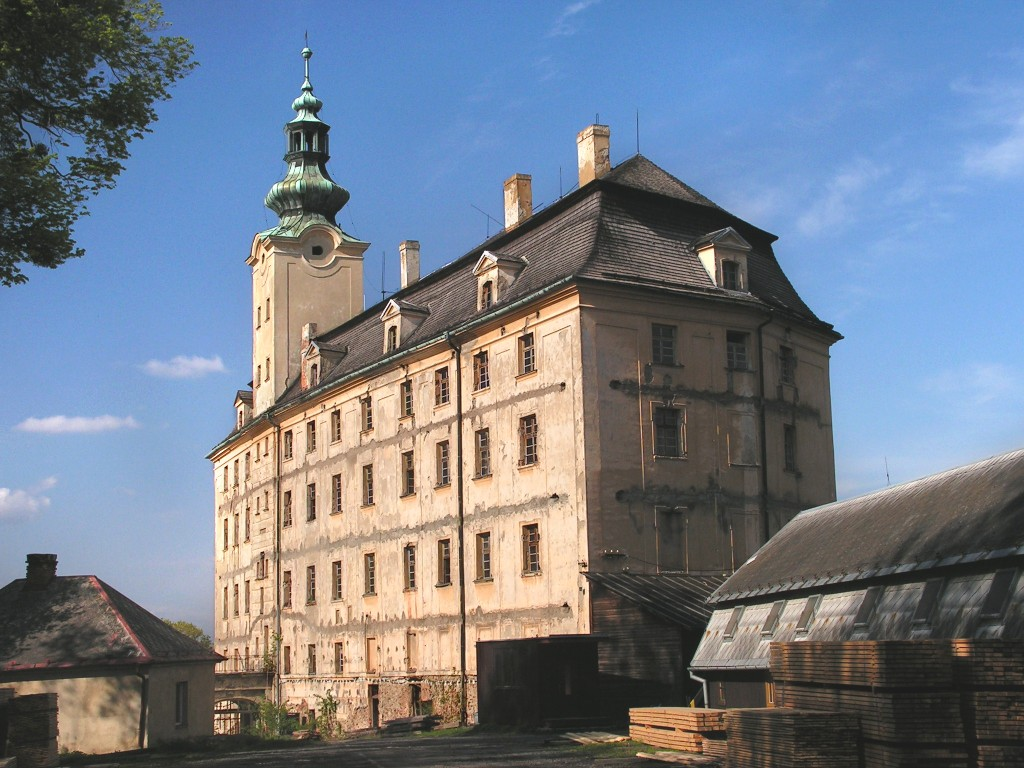
Il castello di Fulnek
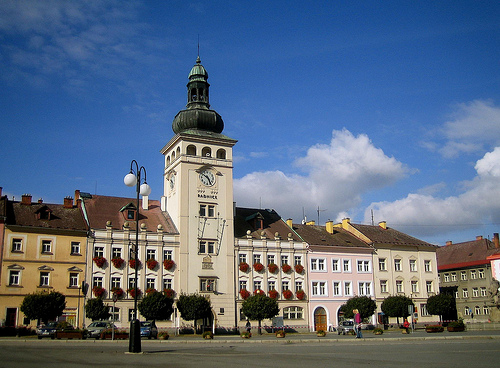
Hôtel de ville.
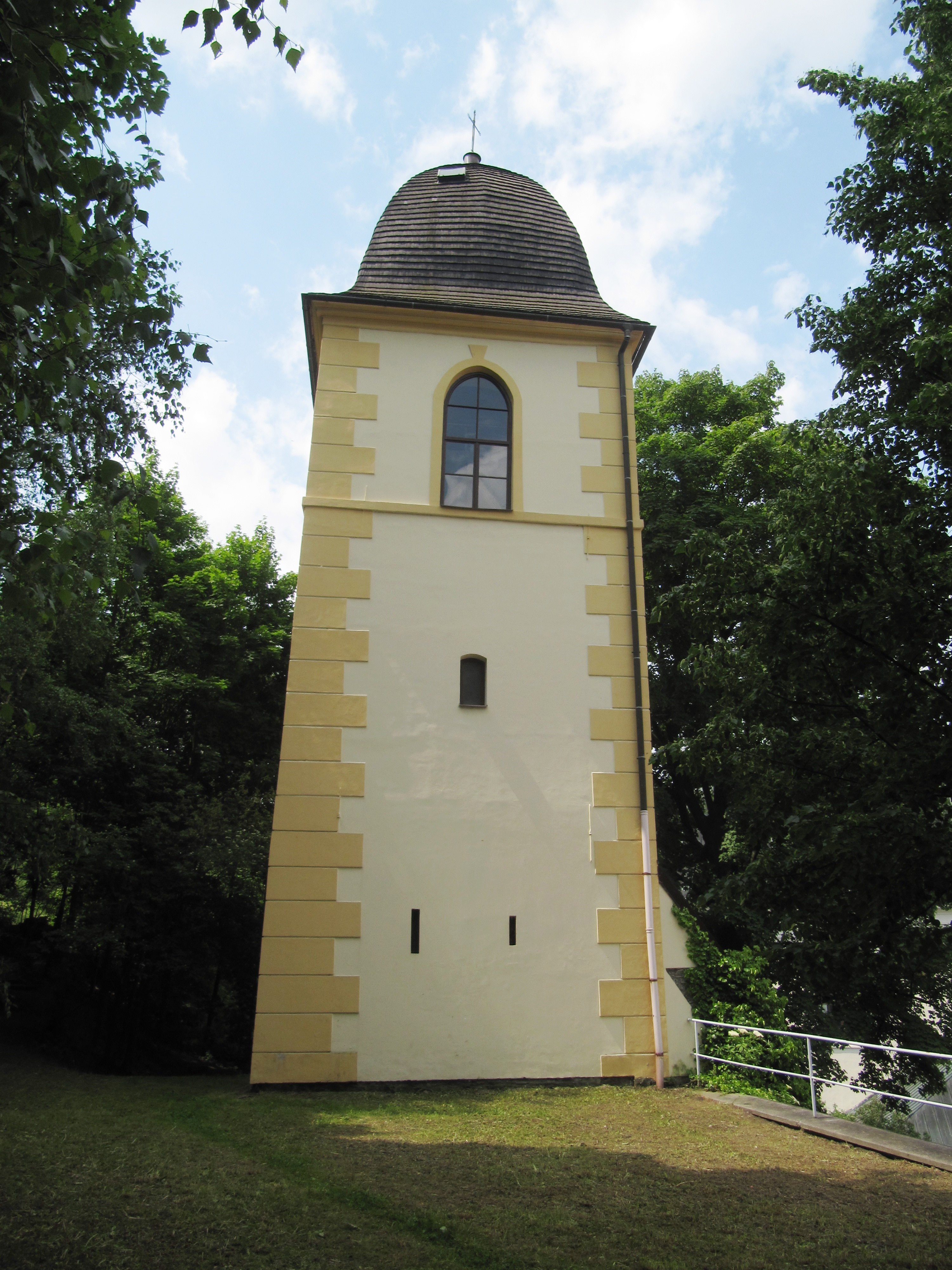
Torre.

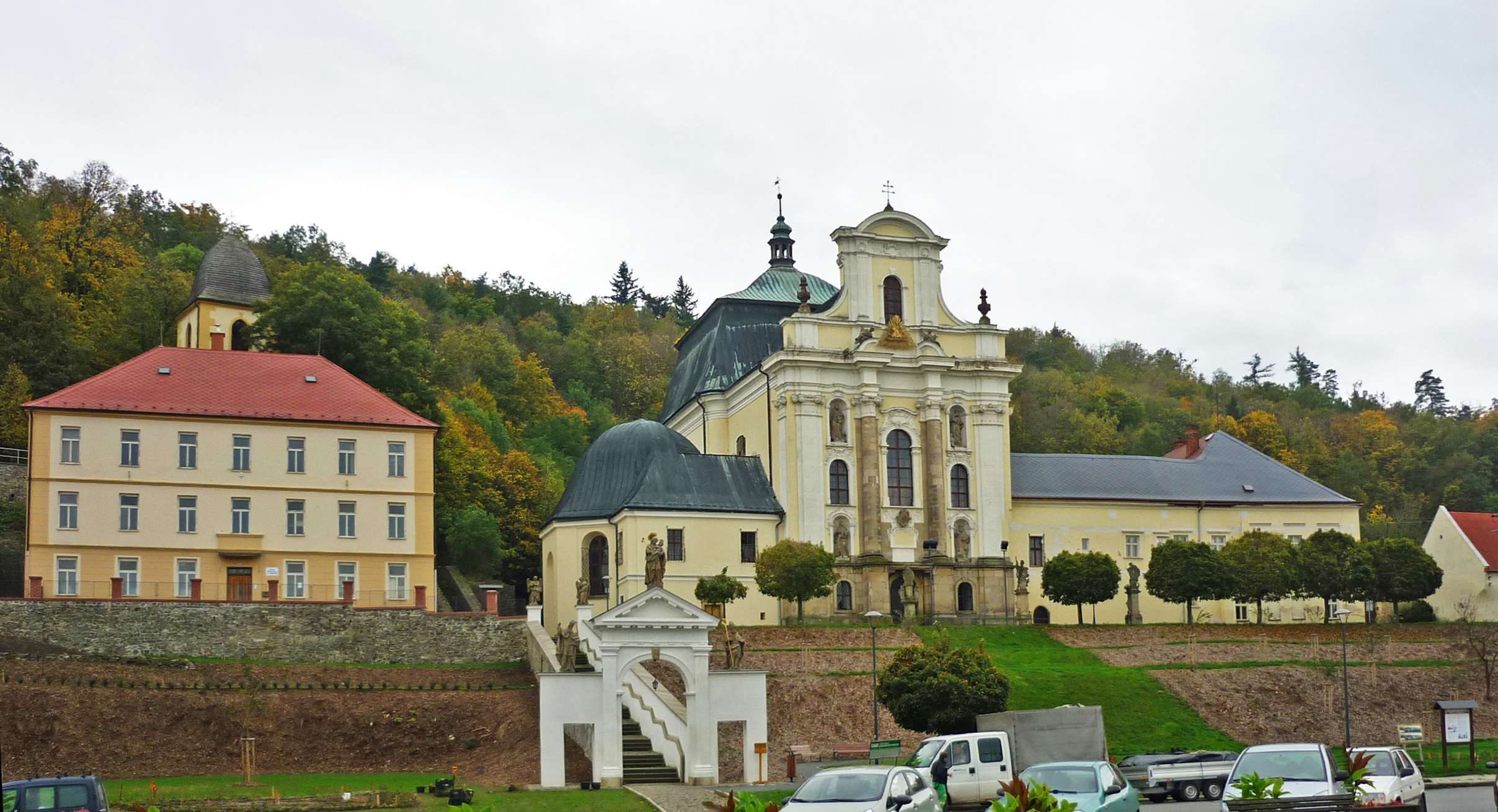
Chiesa della Santissima Trinità.
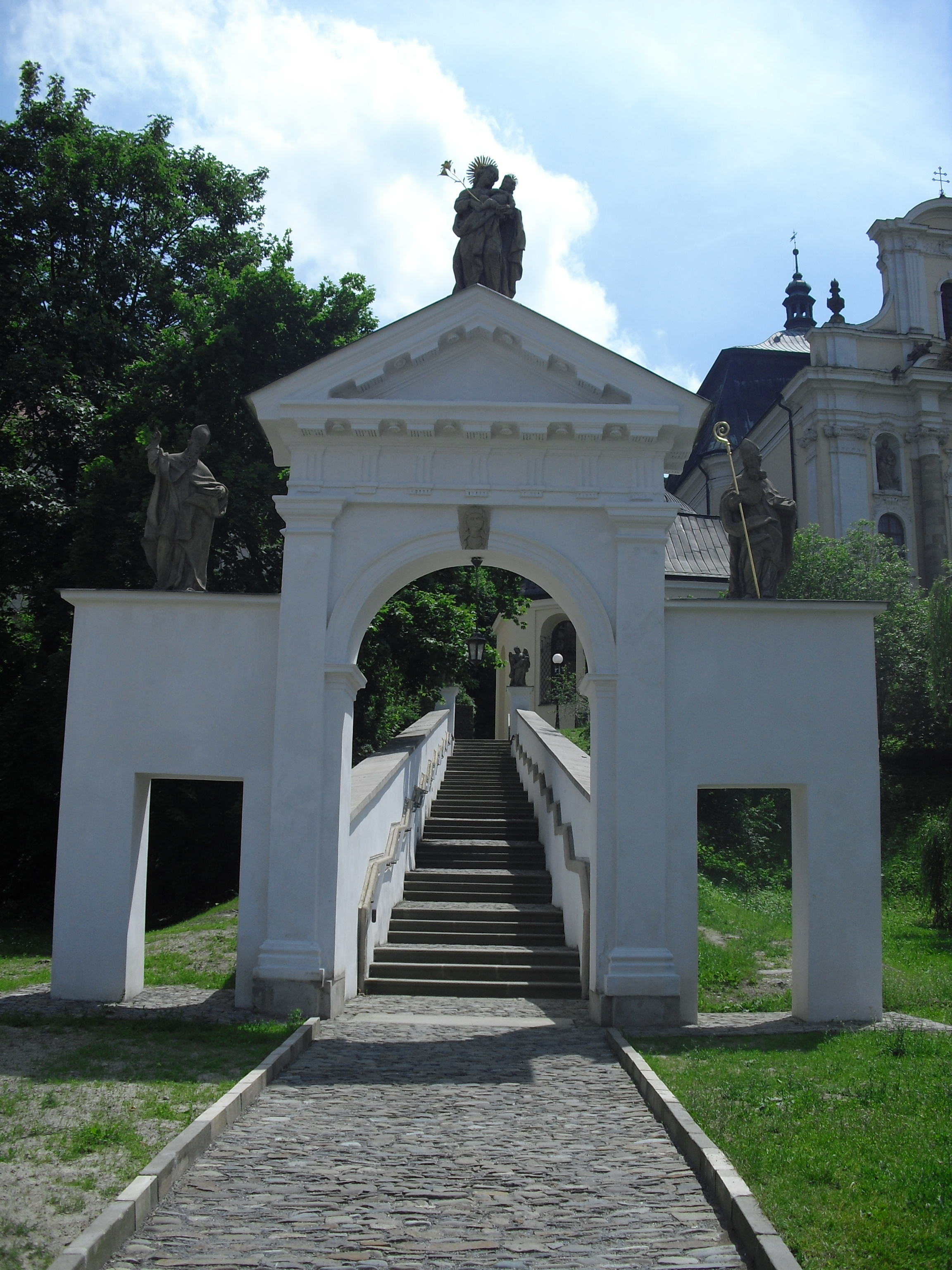
Scala barocca.
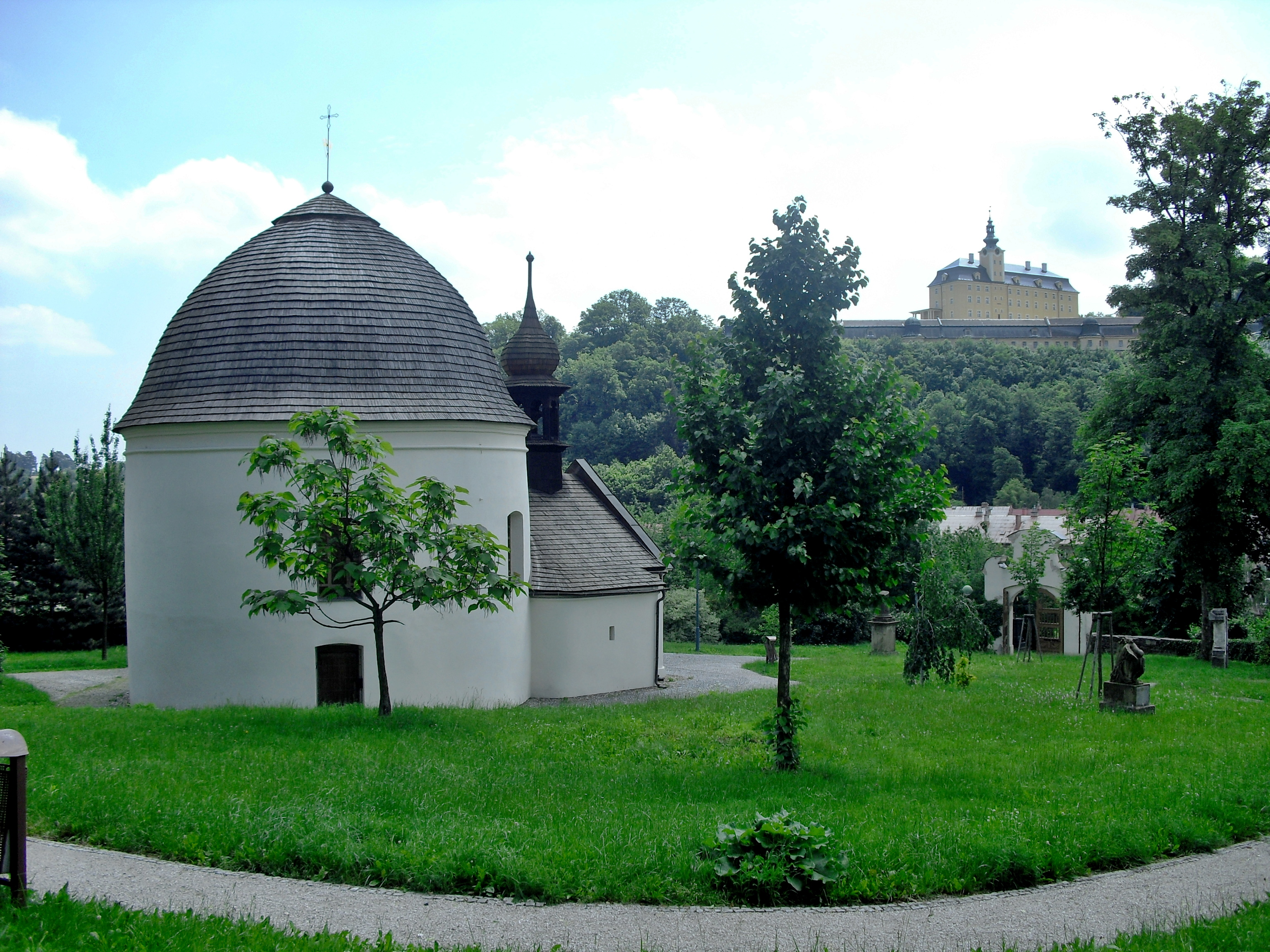
Cappella di San Rocco.